# St. Pankratius (Unterglaim)

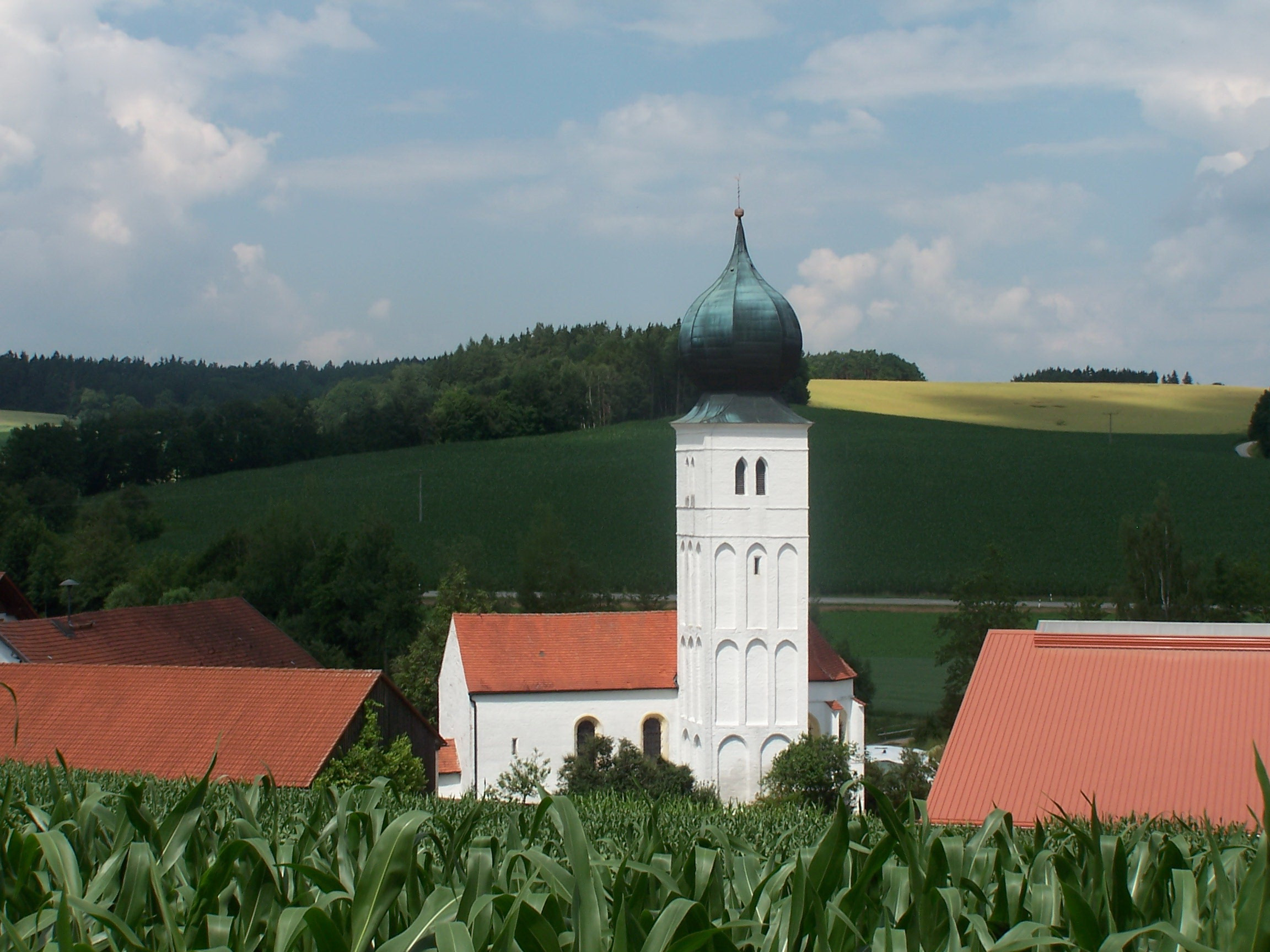
Außenansicht der Filialkirche St. Pankratius von Süden

Die römisch-katholische Filialkirche St. Pankratius in Unterglaim, einem Gemeindeteil des Marktes Ergolding im niederbayerischen Landkreis Landshut, ist eine spätgotische Saalkirche, die um 1494 erbaut wurde. Während Chor und Turm noch im Originalzustand erhalten sind, wurde das Langhaus in der Barockzeit abgebrochen und dem Zeitgeschmack entsprechend neu aufgebaut. Für diesen Bau, der um 1710 vorgenommen wurde, war der Pfeffenhausener Maurermeister Hans Widtmann verantwortlich. Für das Jahr 1775 sind Baureparaturen durch den Maurermeister Joseph Dirlinger aus Rottenburg belegt. Das eher seltene Patrozinium des heiligen Pankratius, der als einer der „Eisheiligen“ gilt, wird am 12. Mai begangen. Die Filialkirche Unterglaim ist der Pfarrei Mariä Himmelfahrt in Oberglaim zugeordnet.

## Architektur

### Außenbau
Der kleine, vollständig weiß getünchte Saalbau ist nach Osten ausgerichtet. Der spätgotische Chor umfasst drei Joche und einen Schluss in drei Seiten des Achtecks. Er enthält Spitzbogenfenster mit zweibahnigem Maßwerk und wird von Strebepfeilern und einem Dachfries gegliedert. Nach Westen erstreckt sich das einfache, barocke Langhaus mit kleinem Portalvorbau. Es ist gleich breit wie der Chor. Der massige, viergeschossige Turm über nahezu quadratischem Grundriss ist als sogenannter Chorflankenturm ausgeführt und schließt sich südlich an das Presbyterium an. Im Erdgeschoss ist die Sakristei untergebracht. Die unteren drei Geschosse, das Erdgeschoss eingeschlossen, werden durch Spitzbogenblenden aufgelockert; das oberste Geschoss enthält den Glockenstuhl und die zierlichen, spitzbogig abschließenden Schallöffnungen. Eine stark eingeschnürte Zwiebelhaube mit Kugel und Kreuz bildet den oberen Abschluss.

### Innenraum
Der Chorraum wird von einem spätgotischen Netzrippengewölbe überspannt. Die birnstabförmigen Rippen entspringen teils aus Kopfkonsolen, manche mit Spruchband, teils aus Laubwerkskonsolen. Am Gewölbescheitel befinden sich drei vierpassförmige Schlusssteine: der östliche ist der größte und enthält ein Relief des Kirchpatrons Pankratius, der mittlere ein Relief des heiligen Sebastian, der westliche ein aufgelegtes Wappenschild. Den Übergang zum flachgedeckten, gleich breiten Schiff vermittelt ein spitzer Chorbogen. An der Langhausdecke findet sich ein langgestrecktes, volkstümliches Fresko aus dem Jahr 1748. Darauf ist das Martyrium des heiligen Sebastian dargestellt, der zu einer in den Wolken schwebenden Darstellung der Unbefleckten Empfängnis Mariens empor blickt.

## Ausstattung

### Hochaltar
Der Hochaltar von 1680 wurde bereits 1717/18 durch den heutigen Nußbaumholzaltar ersetzt. Die vier tragenden Säulen und das seitliche Akanthusrankwerk flankieren das Altarblatt mit einer figurenreichen Darstellung der Enthauptung des heiligen Pankratius. Das von zwei Voluten flankierte, ovale Auszugsbild zeigt den Jesusknaben mit dem Kreuz, wie er mit dem Fuß die die Weltkugel umzingelnde Schlange zertritt. Über dem Tabernakel befindet sich eine kleine Marienfigur mit dem Jesuskind.

### Übrige Ausstattung
Die einfach gearbeitete Kanzel ist ein Werk aus der Barockzeit, ebenso wie die zahlreichen Votivtafeln aus dem 18. Jahrhundert, die eine einst rege Wallfahrt zum heiligen Pankratius nach Unterglaim belegen. Außerdem sind das Chorbogenkreuz und die vierzehn Kreuzwegtafeln erwähnenswert.

### Glocken
Im Glockenstuhl sind zwei historische Glocken aufgehängt: Die ältere, spätgotische Glocke stammt aus dem Jahr 1494, also noch aus der Erbauungszeit der Kirche. Sie hat einen Durchmesser von 63 Zentimetern und trägt die Umschrift da pacem domine diebus (lat. „Gib Frieden, Herr, in unseren Tagen“). Bei der anderen Glocke handelt es sich um die ehemalige Marienglocke aus der Pfarrkirche Oberglaim. Diese wurde im 1676 gegossen und enthält ein Marien- und eine Kreuzigungsbildnis. Die Umschrift lautet S. Maria pro nobis 1676 –Christoph Ferdinandt Hueber in Landtshuedt gos mich.